# توماش ورل
توماش وُرِل (چکی: Tomáš Vorel؛ زادهٔ ۲ ژوئن ۱۹۵۷) کارگردان فیلم، فیلم‌نامه‌نویس، بازیگر اهل جمهوری چک است.